# ساموئل برنستین
ساموئل برنستین (انگلیسی: Samuel Bernstein؛ زادهٔ ۱۹۷۰) پدیدآور، فیلم‌نامه‌نویس و کارگردان فیلم اهل ایالات متحده آمریکا است. مجموعه تلویزیونی قاضی ایمی از جمله آثار او است.